# Пандемониум: Город темных секретов
Роман «Город тёмных секретов» написан Евгением Гаглоевым и опубликован издательством «Росмэн» в 2017 году. Автор цикла является обладателем медали имени Н. В. Гоголя, лауреатом конкурса «Новая детская книга», дважды победителем конкурса «Книга года: выбирают дети».Книга «Пандемониум. Город тёмных секретов» — это первая часть известного фэнтези-бестселлера. Каждый том посвящен одному из двенадцати знаков зодиака и она является перезапуском книги «Академия Пандемониум. Королевский зодиак» В ней много загадок и тайн, которые раскрываются по ходу сюжета.  Книга читается легко и на одном дыхании. Роман повествует о попадании Тимофея Зверева в академию «Пандемониум», где такие же как Тимофей дети учатся управлять своими сверхспособностями.
Главная тема произведения — борьба с пороками, недостатками и страхами людей. В книге живут как простые люди, так и мифические существа, демоны, колдуньи, которые заимствованы из мифологии, но переосмыслены и осовременены писателем.
По сюжету Тимофей Зверев уличный хулиган попадает в академию «Пандемониум», находящуюся в небольшом городке Клыково. Академия «Пандемониум» — школа для необычных детей, где должны проявится их силы. Тимофей и другие другие дети получат способности во время падения метеоритного дождя, предсказанного древних пророчеством. Здесь собрали юных одарённых чтобы никто не мог навредить им. Но злые силы продолжают набирать мощь и могут достать учеников из их «убежища».
Ограничение книги — 12+.
«Добро пожаловать в Мир Санкт-Эринбурга! Санкт-Эринбург — Мисто силы, Здесь переплетаются жизненные пути героев мастера подросткового фэнтези Евгения Гаглоева. Именно в Санкт-Эринбурге находится портал в Зерцалию и именно в Санкт-Эринбурге мы впервые встретим Алекса из „Наследников“, здесь живет герой „Пардуса“ Никита Легостаев, и недаром в окрестностях Санкт-Эринбурга героев ждут самые страшные испытания. Мы открываем цикл „Мир Санкт-Эринбурга“, который объединяет в себе все серии Евгения Гаглоева!» (Журнал «Мир фантастики»)
«В книге немало действительно лихие сюжетных поворотов и довольно занимательных загадок. Кое-какие тайны раскрываются под занавес, кое-что остается „на потом“. Читается роман влет, особенно когда все основные сюжетные ружья оказывается развешаны по местам, — во второй половине книги только успевай страницы переворачивать» (Издательство «Росмэн»)

## Главные герои
Тимофей Зверев
Дмитрий Трофимов
Серафима Долмацкая
Карина Кикмарина
Оксана Зверева.